# Aleksandr Sinicyn

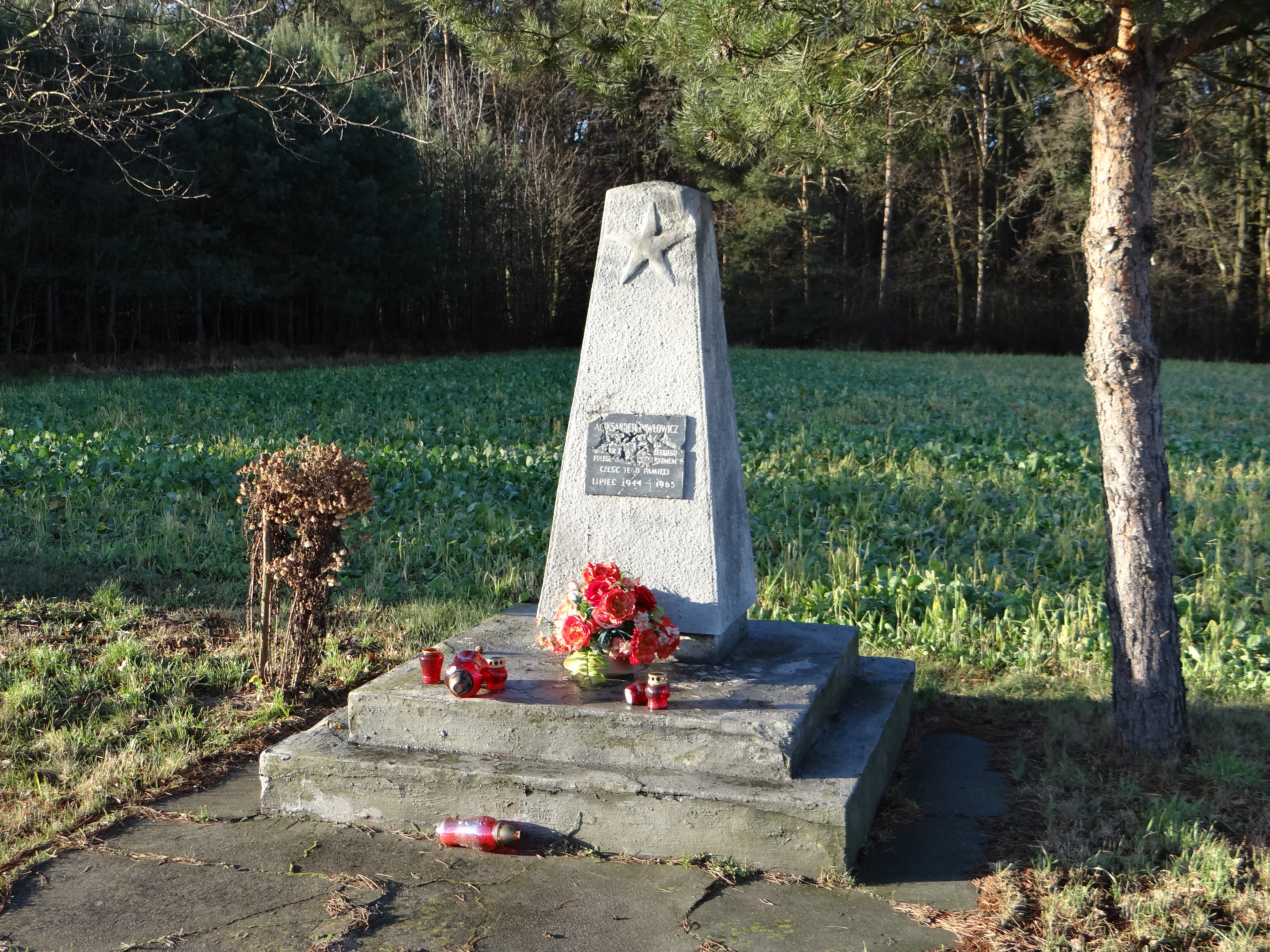
Obelisk na grobie Aleksandra Sinicyna

Aleksandr Pawłowicz Sinicyn (ur. 21 czerwca 1922 w Nieznanowie, zm. 21 lipca 1944 w Woli Buchowskiej) – młodszy porucznik gwardii Armii Czerwonej, uczestnik II wojny światowej, Bohater Związku Radzieckiego.

## Życiorys
Po ukończeniu 7-letniej szkoły pracował jako operator frezarki. We wrześniu 1941 roku został powołany do Armii Czerwonej, a 5 lipca 1942 roku wyruszył na front wojenny. Uczestnik bitwy pod Stalingradem. Do marca 1944 roku był starszym sierżantem w kompanii rozpoznawczej 20. Brygady Zmechanizowanej Gwardii (8 Korpusu Zmechanizowanego Gwardii, 1 Armii Pancernej 1 Frontu Ukraińskiego).
Podczas swojego udziału w działaniach wojennych wielokrotnie przewodził grupom mającym na celu zdobycie informacji na tyłach wroga i dostarczał dowództwu cenne informacje na temat rozmieszczenia punktów ostrzału wroga i żołnierzy. Wyróżnił się podczas wyzwolenia obwodu tarnopolskiego Ukraińskiej SRR. 22 marca 1944 roku na czele pięcioosobowej grupy zwiadowczej wdarł się do wsi Suchostaw w obwodzie tarnopolskim i zniszczył konwój niemiecki, zabijając 29 żołnierzy i oficerów oraz wziął do niewoli 6 jeńców. 23 marca w bitwie na drodze prowadzącej do Zaleszczyk sam zniszczył 3 pojazdy, zabił 11 żołnierzy i oficerów, a 3 wziął do niewoli. 24 marca 1944 roku wkraczając do Zaleszczyk, wraz ze swoją grupą zwiadowczą zniszczył 3 kolejne pojazdy oraz zabił 15 żołnierzy i oficerów niemieckich. Tego samego dnia jego grupa jako jedna z pierwszych przekroczyła Dniestr pod ostrzałem wroga, zniszczyła punkt z karabinem maszynowym i pokonała kolejny konwój, zdobywając 27 wozów i 1 pojazd. Osobiście zabił ośmiu rumuńskich żołnierzy, dwóch kolejnych poddało się. Po zdobyciu ważnej wysokości grupa z powodzeniem utrzymała ją do przybycia głównych sił.
26 marca 1944 roku dekretem Prezydium Rady Najwyższej ZSRR, za „odwagę, waleczność i bohaterstwo wykazane w walce z niemieckim najeźdźcą”, otrzymał tytuł Bohatera Związku Radzieckiego.
Następnie mianowano go na stanowisko dowódcy plutonu. Brał udział w operacji lwowsko-sandomierskiej. W lipcu 1944 roku w Woli Buchowskiej po zdobyciu koszar niemieckich zabił 5 i wziął do niewoli 15 żołnierzy oraz zniszczył transporter opancerzony. Został ranny, ale nie opuścił pola bitwy, zmarł 21 lipca 1944 roku.
Został pochowany na polach w Woli Buchowskiej przy drodze krajowej nr 77. W 1965 roku na miejscu jego pochówku zbudowano kamienny obelisk.

## Odznaczenia
- Bohater Związku Radzieckiego
- Order Lenina
- Order Wojny Ojczyźnianej II stopnia
- Order Czerwonej Gwiazdy